# Château de Ham
Le château, ou fort, ou forteresse de Ham est un château fort situé à Ham, à l'extrême sud-est du département de la Somme, dans la région des Hauts-de-France.

## Histoire

### Une construction médiévale

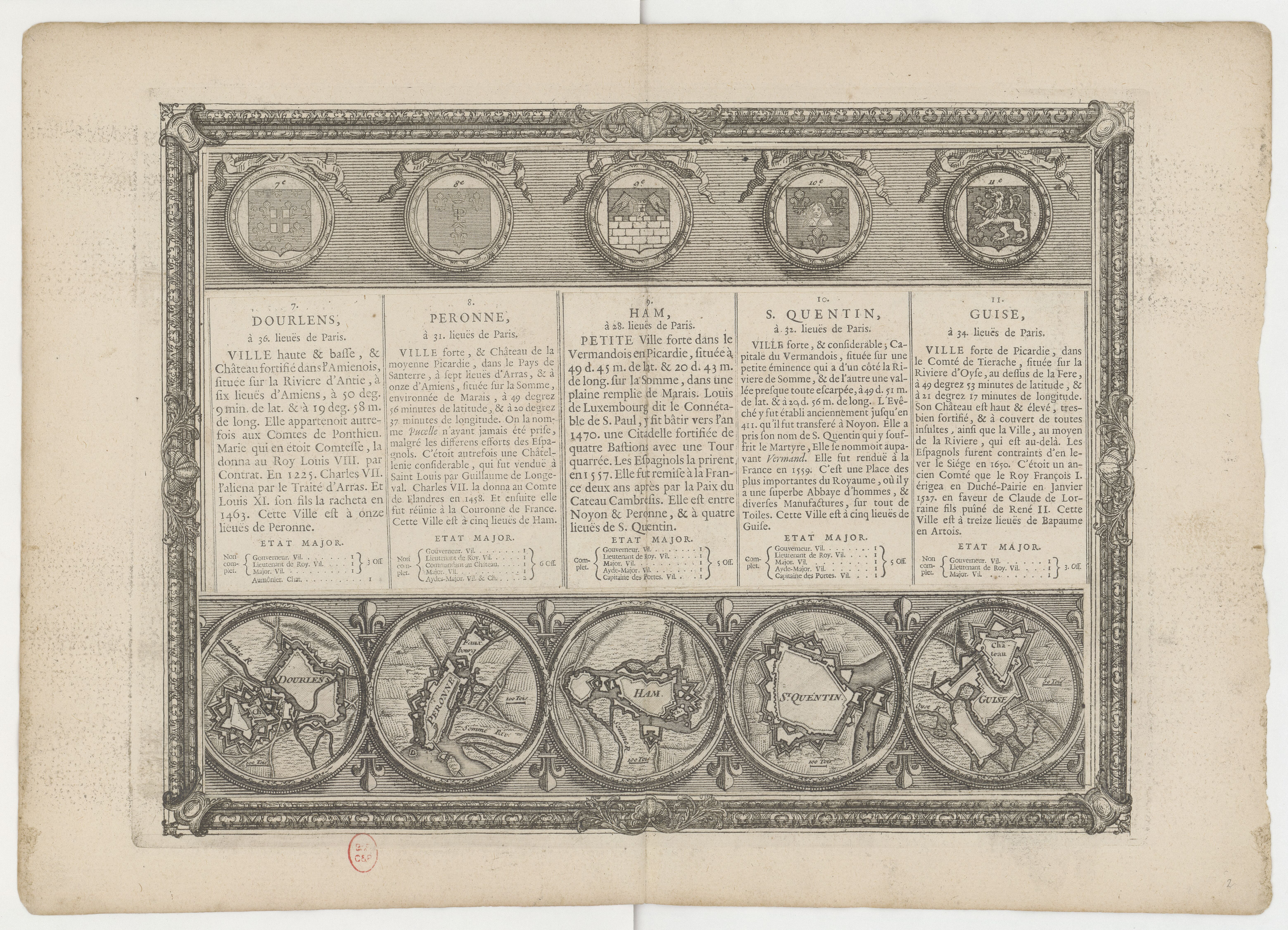
Ham dans lAtlas topographique de Pierre Lemau de La Jaisse en 1749.

Si on ignore la date de création du château primitif, les historiens s'accordent sur le fait qu'il a été érigé par les premiers comtes de Vermandois vers 1052.
Il est restauré par Odon IV au XIIIe siècle. Enguerrand VII de Coucy l'achète en 1374, à la suite du décès de Jean de Ham (Maison de Ham), mort sans héritier mâle, et le lègue à sa fille Marie Ire de Coucy, épouse de Henri de Marle, de la famille des comtes de Bar. Vendu en 1400 à Louis Ier d'Orléans, il est récupéré par Robert de Marle, fils et héritier de Marie, en 1409. Jeanne de Béthune, veuve de Robert, le donne à son second mari Jean II de Luxembourg-Ligny.
Jean II de Luxembourg-Ligny restaure le château. Le neveu et héritier de ce dernier, Louis de Luxembourg-Saint-Pol, plus connu sous le nom de connétable de Saint-Pol, comte de Saint-Pol et connétable de Louis XI en 1465, fait construire en 1441 un donjon monumental, la grosse tour ou « tour du connétable ». Jacques de Savoie, premier mari de sa petite-fille Marie de Luxembourg  décède au château le 30 janvier 1486. Marie amène, par son second mariage avec François de Bourbon-Vendôme, le château dans la maison de Bourbon-Vendôme, dont est issu le roi Henri IV.
Le château de Ham a été assiégé, à plusieurs reprises, en particulier par Philippe II d'Espagne en 1557.
Rattaché à la couronne de France sous le règne d'Henri IV, il a été l'objet de transformations à la fin du XVIIe siècle par Vauban.

### Une prison d’État
Il est ensuite transformé en prison d'État. Lors de la répression « thermidorienne » une dizaine de montagnards dont Chasles y furent incarcérés (avril 1795). Il accueille de célèbres prisonniers dont le prince Louis-Napoléon Bonaparte (futur Napoléon III) qui y a séjourné six ans (1840–1846), et qui a fini par s'en échapper le 25 mai, déguisé en maçon, sous l'identité de Badinguet.
En décembre 1870, la deuxième armée du Nord encercle la ville occupée par les Prussiens et les oblige à signer une capitulation.

### Destruction du château et sauvegarde des vestiges
Comme le château de Coucy, le fort fut dynamité par les Allemands, pendant la Grande Guerre, le 19 mars 1917. Il n'en reste que des ruines dominant le cours du canal de la Somme. Ces ruines laissées à l'abandon servirent de carrière de pierre, de dépôt d'ordures jusqu'à ce qu'on se décide à les sauvegarder.
Les vestiges du château de Ham sont inscrits à l'inventaire des monuments historiques depuis 1965.
En 1977, une association « Les Amis du Château de Ham » fut créée pour sauvegarder et mettre en valeur les vestiges du fort. Elle s'efforce, depuis lors, de redonner vie au site par des travaux, des expositions, des spectacles…

Le 11 octobre 1980, l'association Les amis de Napoléon III fit apposer une plaque sur la tour d'entrée du château sur laquelle est gravée cette inscription : 

« En ces lieux, Louis-Napoléon Bonaparte emprisonné de 1840 à 1846 conçut sa politique de progrès économique et social. »

## Le château aujourd'hui
L'association « Les Amis du château de Ham » qui œuvre à la sauvegarde et à l'animation du château organise, pendant les vacances scolaires, des chantiers de jeunes bénévoles pour entretenir les vestiges, les mettre en valeur et préparer « La Médiévale ».
« La Médiévale » est un événement organisé depuis 2018 pour valoriser l'histoire de Ham et de sa région. L'édition 2020, qui eut lieu du 19 au 20 septembre, a accueilli un atelier de frappe de monnaie, d’herboristerie, de tir à l’arc, des jeux anciens, des pièces de théâtre, ainsi qu'un spectacle de fauconnerie. Les visiteurs pouvaient se promener entre les échoppes de plusieurs compagnies et observer des reconstitutions présentées par des passionnés.
Pendant l'été, des visites au flambeau du château sont organisées pour faire découvrir le château aux visiteurs.

## Architecture

### La forteresse

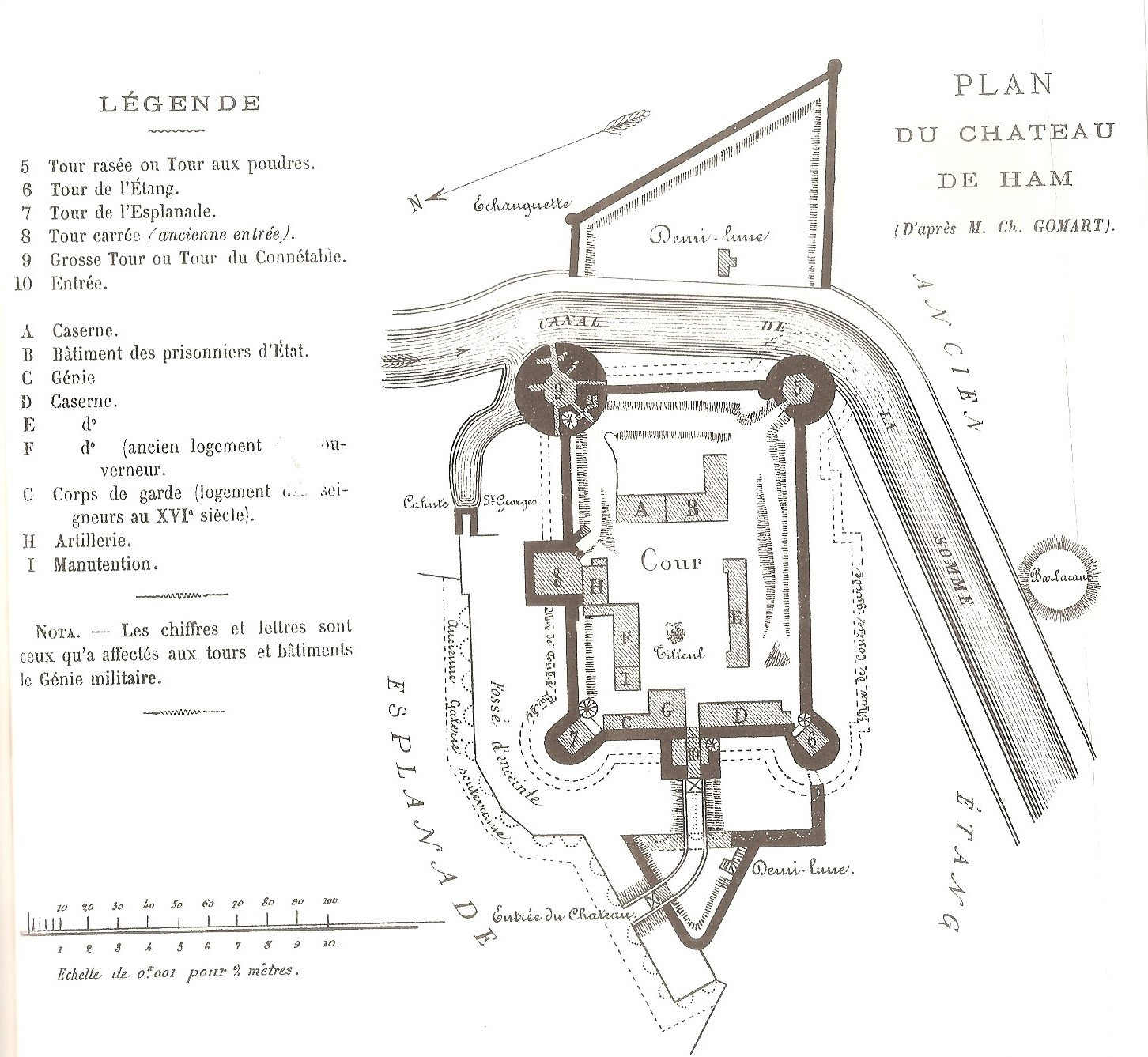

Le château de Ham avait une forme rectangulaire de 120 m de long sur 80 m de large reprenant le « schéma philippien ».
À chaque coin, une tour ronde complétait le système de défense. Les courtines étaient protégées par deux tours carrées. La tour nord-est était l'ancienne entrée obstruée au XVe siècle. Un fossé profond à cunette rempli par les eaux de la Beine, affluent de la Somme, venait renforcer la défense du château. Le creusement du canal de la Somme en 1821 avait vidé l'eau des fossés.
La porte d'entrée était protégée par une demi-lune construite au XVIe siècle et par un pont-levis. Le côté sud-est était lui aussi défendu par une demi-lune avant le creusement du canal.
Le mur d'enceinte avait une hauteur de 16 m. Le soubassement était en grès et les moellons en pierre calcaire blonde. Mâchicoulis et créneaux complétaient le dispositif.
À l'intérieur de l'enceinte, se trouvait un grand corps de logis dans lequel vécut Marie de Luxembourg et où naquirent ses enfants François Ier de Saint-Pol, Louis de Bourbon-Vendôme, Antoinette de Bourbon.

### La tour du Connétable
La tour du Connétable ou « grosse tour » atteignait des proportions exceptionnelles : 33 mètres de diamètre, 33 mètres de hauteur avec des murs de 11 mètres d'épaisseur. Bâtie en 1470 par Louis de Luxembourg, connétable de Saint-Pol, elle défendait l'angle nord-est de l'édifice. Le connétable fit modifier l'architecture du château pour qu'il puisse résister aux tirs d'artillerie. Les accès à la tour maîtresse à deux entrées, située au coin de l'enceinte, sont isolés par un fossé intérieur. Ici l'isolement n'est pas complet car les courtines rejoignent, sans communication directe, la tour.

## Arbre remarquable
Un tilleul se dresse encore, bien que mutilé, sur le site du château. Cet arbre appelé — sans doute à tort — arbre de la liberté aurait été planté, soit en 1793 par André Dumont, représentant en mission de la Convention, soit par le conventionnel Léonard Bourdon, alors prisonnier au fort de Ham. Le 26 octobre 1853, l'empereur Napoléon III, l'impératrice Eugénie et leur suite, de passage à Ham, prirent une collation sous le vieux tilleul de la cour du château. Celui-ci a été victime de la destruction du château en 1917. Bien que son tronc fut calciné, ses racines encore vivantes ont permis à un rejet de le faire repartir.

## Photos

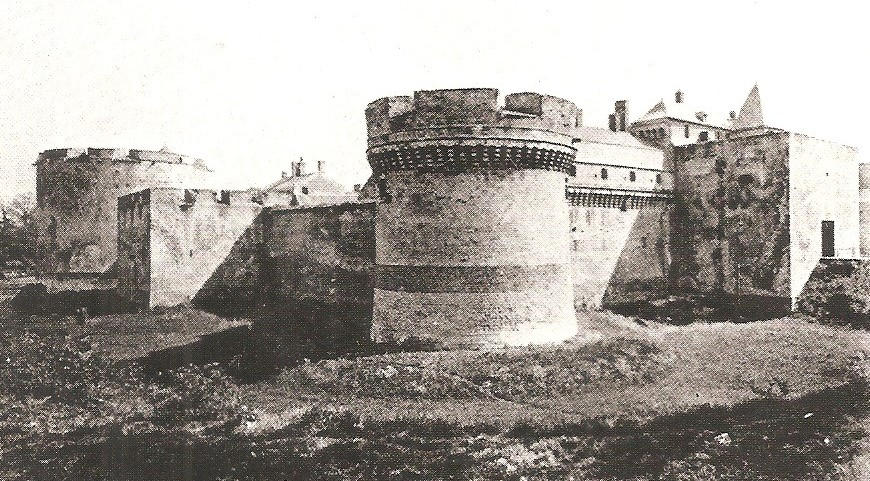
Château de Ham avant sa destruction en 1917.
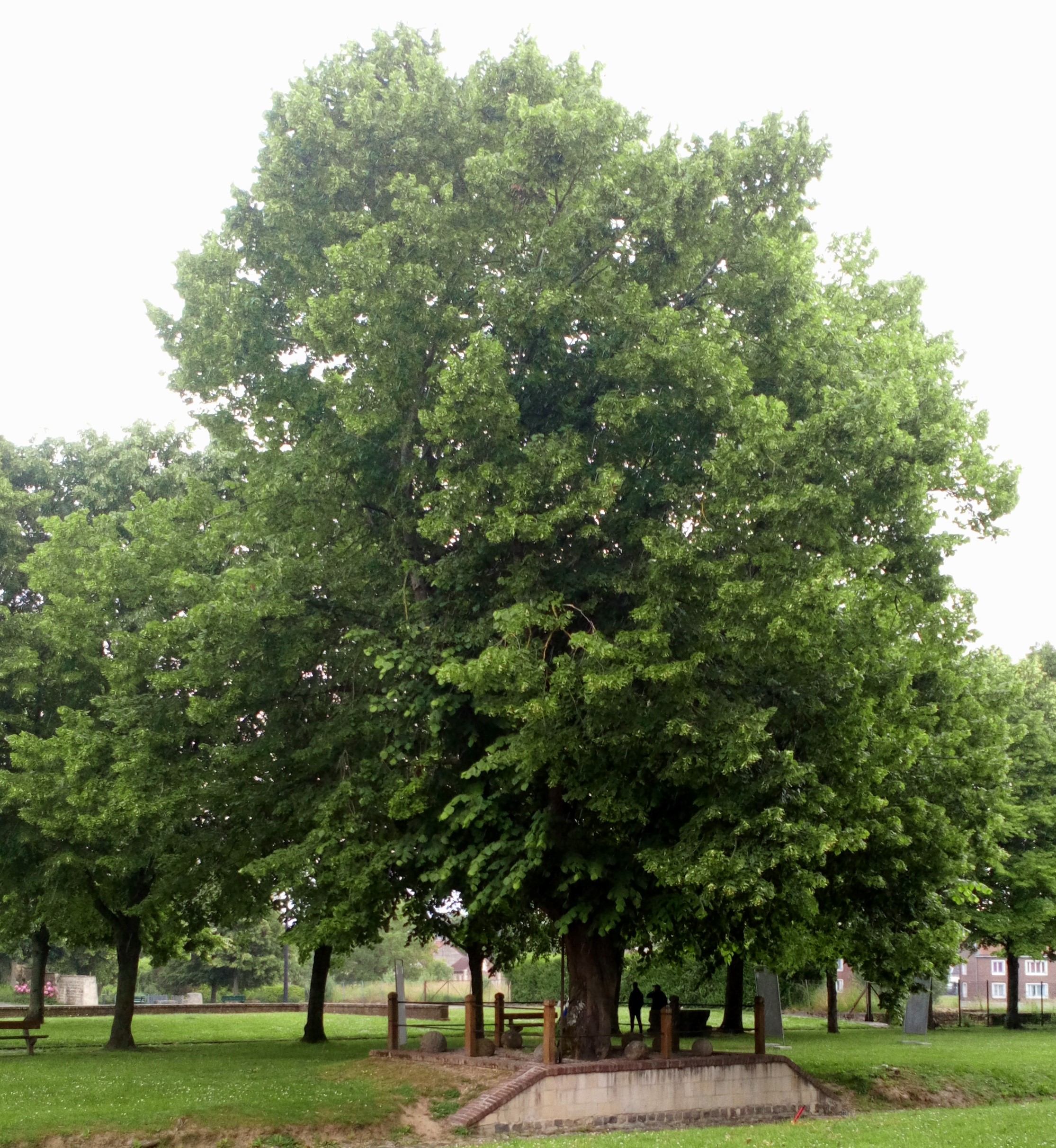
Vieux tilleul.
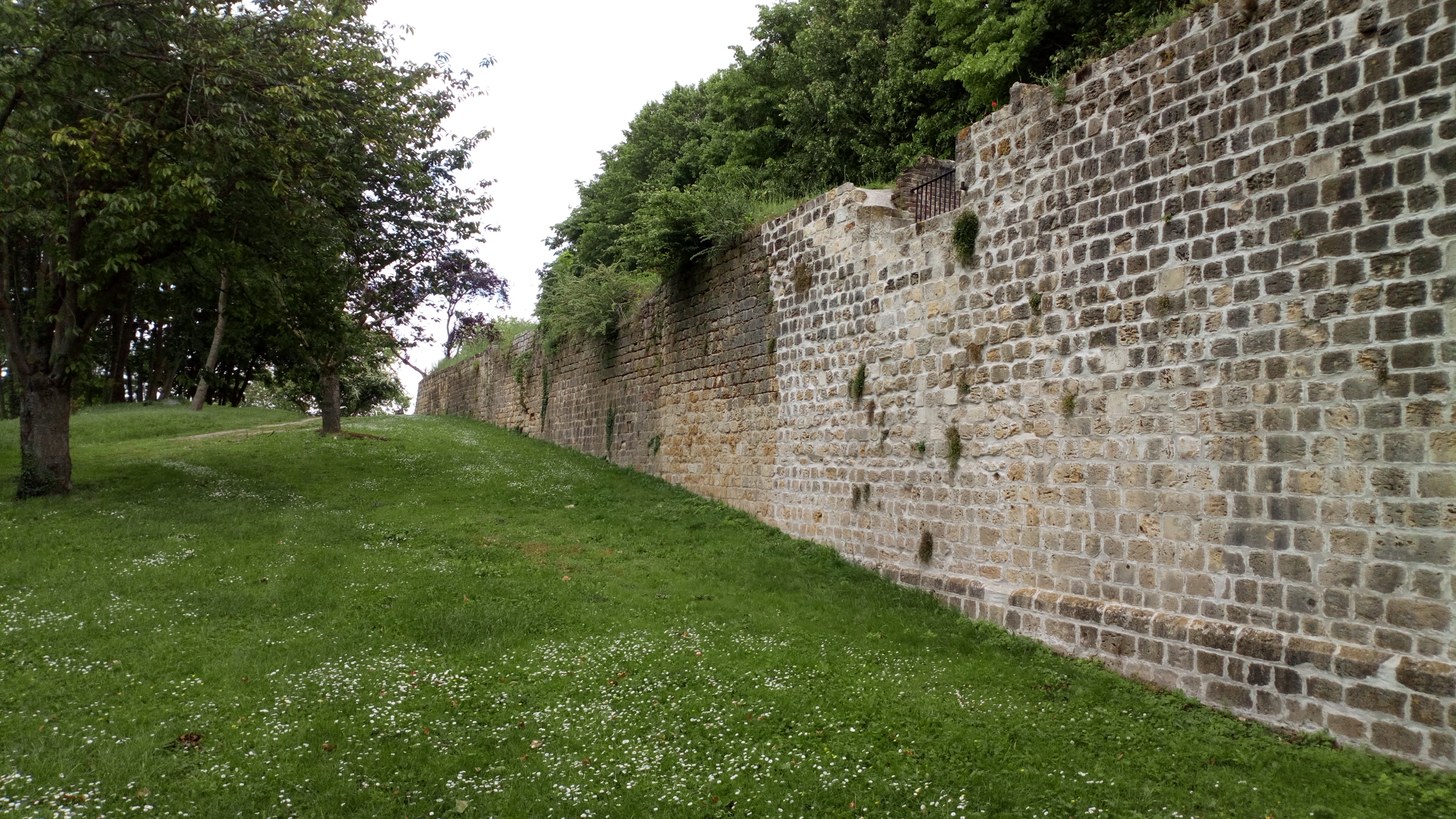
Vestiges de la muraille.
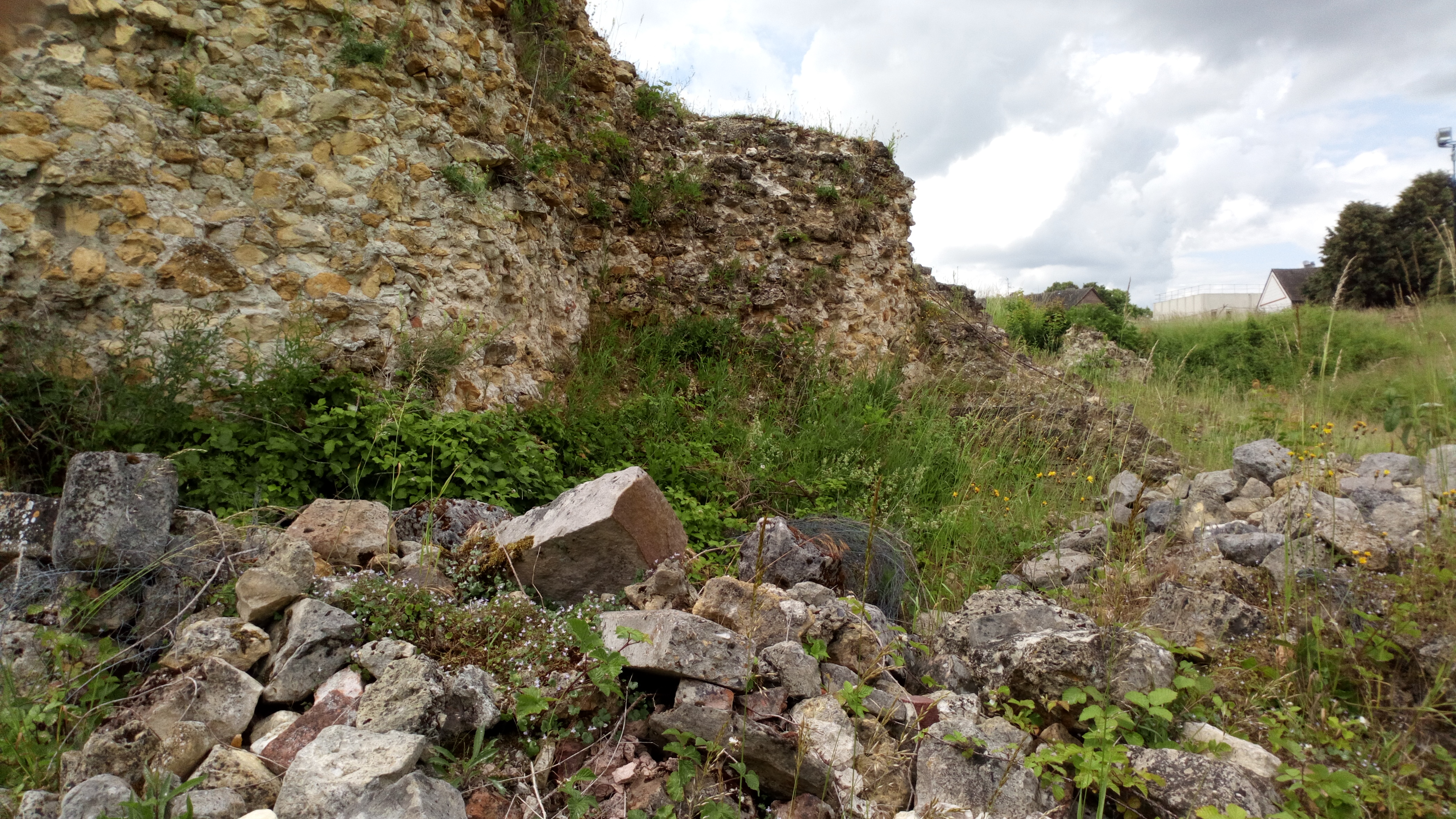
Vestiges de la tour du connétable.

## Prisonniers célèbres incarcérés au fort de Ham
- Louis de Bourbon, prince de Condé.
- Jacques Cassard, corsaire français.
- le marquis de Sade.
- Mirabeau.
- Léonard Bourdon et sept autres Montagnards, en 1795.
- Pierre Dezoteux de Cormatin de 1800 à 1802[16]..
- le maréchal Moncey, incarcéré trois mois en 1815 pour avoir refusé de présider le conseil de guerre devant juger le maréchal Ney.
- Hugues Duroy de Chaumareys, commandant la frégate La Méduse.
- le général Hoche.
- Jules de Polignac, président du Conseil sous Charles X.
- Martial de Guernon-Ranville et Jean de Chantelauze, ministres de Charles X.
- Édouard Roger du Nord, député, après le coup d'État du 2 décembre 1851, mené par le futur Napoléon III.
- Adolphe Le Flô, général et homme politique, après le même évènement[17].
- Louis Juchault de Lamoricière, après le coup d'État du 2 décembre 1851, après le même évènement.
- Ramón Cabrera, général espagnol de la rébellion carliste.
- Louis-Napoléon Bonaparte, futur Napoléon III.
- Cheikh Boumaza, résistant algérien à la colonisation française.